# Sent Julien
Sent Julien (en francès Saint-Julien-des-Points) és un municipi del departament francès del Losera, a la regió d'Occitània.